# Само Удрих
Само Удрих (Цеље, 2. август 1979) је бивши словеначки кошаркаш. Играо је на позицији бека. Његов млађи брат Бено такође је био кошаркаш.

## Успеси

### Клупски
- Унион Олимпија:
  - Куп Словеније (1): 2003.

- Цибона:
  - Првенство Хрватске (1): 2009/10.

- Интер Братислава:
  - Првенство Словачке (1): 2013/14.
  - Куп Словачке (1): 2015.